# Melanthomyza
Genre
Melanthomyza est un genre d'insectes diptères de la famille des Anthomyzidae.

## Liste d'espèces
Selon Catalogue of Life (13 avril 2019) :
- Melanthomyza polita Malloch, 1933